# Pro Hokei Ligasy 2022-23
La Pro Hokei Ligasy 2022−23 será la trigésima temporada de la máxima liga del hockey sobre hielo kazajo, desde su creación en 1992.
Un total de 12 equipos participan en la competición. Se destaca el regreso del Ertis Pavlodar y del Torpedo Öskemen, así como el ingreso del Humo de Tashkent, convirtiendo a la competición en una liga transnacional.

## Equipos participantes
| Equipo             | Estadio                                  | Capacidad | Ciudad    | Provincia                | País       |
| ------------------ | ---------------------------------------- | --------- | --------- | ------------------------ | ---------- |
| HC Aktöbe          | Palacio de Deportes de Aktobe            | 2,348     | Aktobé    | Aktöbé                   | Kazajistán |
| HC Almaty          | Palacio Deportes y Cultura Baluan Sholak | 5,000     | Alma Ata  | Almatý                   | Kazajistán |
| HC Arlan Kokshetau | Arena Burabay                            | 1,500     | Kokshetau | Akmola                   | Kazajistán |
| Beibarys Atyrau    | Palacio de Hielo Khiuaz Dospanova        | 800       | Atirau    | Atirau                   | Kazajistán |
| Ertis Pavlodar     | Palacio de Hielo de Astaná               | 2,800     | Pavlodar  | Pavlodar                 | Kazajistán |
| Gornyak Rudny      | Palacio de Hielo Rudnıy                  | 1,500     | Rudny     | Kostanay                 | Kazajistán |
| Humo Tashkent      | Domo de Hielo Humo                       | 12,500    | Taskent   | Taskent                  | Uzbekistán |
| Kazzinc−Torpedo    | Palacio de Deportes Boris Alexandrov     | 4,310     | Öskemen   | Kazajistán Oriental      | Kazajistán |
| Nomad Nur−Sultan   | Palacio de Deportes de Kazajistán        | 4.070     | Astaná    | Astaná                   | Kazajistán |
| Qulager Petropavl  | Palacio de Deportes Alexander Vinokourov | 1,000     | Petropavl | Kazajistán Septentrional | Kazajistán |
| Saryarka Karagandá | Arena Karagandá                          | 5,500     | Karagandá | Karagandá                | Kazajistán |
| Snezhyne Barsy     | Palacio de Deportes de Kazajistán        | 5,500     | Astaná    | Astaná                   | Kazajistán |

## Temporada regular
Fuente: Página oficial 
| Pos. | Equipos               | PJ | PG | GE | GS | PS | PE | PP | GF  | GC  | Dif. | PTS | Clasificación     |
| ---- | --------------------- | -- | -- | -- | -- | -- | -- | -- | --- | --- | ---- | --- | ----------------- |
| 1º   | Saryarqa Karagandá    | 44 | 37 | 2  | 1  | 0  | 2  | 2  | 207 | 81  | +126 | 82  | Fase eliminatoria |
| 2º   | Humo Tashkent         | 44 | 27 | 4  | 2  | 2  | 0  | 9  | 152 | 71  | +81  | 68  | Fase eliminatoria |
| 3º   | Beibarys Atyrau       | 44 | 21 | 4  | 3  | 2  | 4  | 10 | 156 | 129 | +27  | 62  | Fase eliminatoria |
| 4º   | Nomad Astaná          | 44 | 26 | 2  | 1  | 1  | 2  | 12 | 157 | 81  | +76  | 61  | Fase eliminatoria |
| 5º   | Arlan Kokshetau       | 44 | 27 | 0  | 0  | 3  | 1  | 13 | 169 | 95  | +74  | 58  | Fase eliminatoria |
| 6º   | Aktobe                | 42 | 18 | 4  | 1  | 2  | 2  | 15 | 132 | 121 | +11  | 50  | Fase eliminatoria |
| 7º   | Gornyak Rudniy        | 44 | 18 | 1  | 2  | 1  | 3  | 19 | 139 | 132 | +7   | 46  | Fase eliminatoria |
| 8º   | Qulager Petropavlovsk | 44 | 14 | 3  | 3  | 2  | 2  | 20 | 120 | 111 | +9   | 44  | Fase eliminatoria |
| 9°   | Almatý                | 44 | 9  | 3  | 1  | 0  | 4  | 27 | 91  | 176 | −85  | 30  |                   |
| 10º  | Ertis Pavlodar        | 44 | 9  | 2  | 2  | 2  | 2  | 27 | 119 | 210 | −91  | 30  |                   |
| 11º  | Torpedo Öskemen       | 44 | 9  | 1  | 1  | 3  | 3  | 27 | 87  | 175 | −88  | 28  |                   |
| 12°  | Snezhnye Barsy        | 42 | 3  | 0  | 1  | 0  | 1  | 37 | 53  | 200 | −147 | 9   |                   |

## Fase eliminatoria
En todos los cuadros, el equipo a la izquierda es el de mejor posición general, obtieniendo ventaja de campo en las series.

### Cuartos de final
| Fechas                      | Equipo 1           | Serie | Equipo 2              | Juego 1 | Juego 2 | Juego 3 | Juego 4 | Juego 5 | Juego 6 | Juego 7 | Equipo clasificado |
| --------------------------- | ------------------ | ----- | --------------------- | ------- | ------- | ------- | ------- | ------- | ------- | ------- | ------------------ |
| 16−22 de febrero            | Saryarqa Karagandá | 4−0   | Qulager Petropavlovsk | 3:1     | 4:3     | 8:4     | 7:1     | X       | X       | X       | Saryarqa Karagandá |
| 16−22 de febrero            | Humo Tashkent      | 4−0   | Gornyak Rudniy        | 2:1     | 4:2     | 2:1     | 4:2     | X       | X       | X       | Humo Tashkent      |
| 17−27 de febrero            | Beibarys Atyrau    | 4 1   | Aktobe                | 4:1     | 2:4     | 3:2     | 4:2     | 2:1     | X       | X       | Beibarys Atyrau    |
| 17 de febrero al 7 de marzo | Nomad Astaná       | 4−3   | Arlan Kokshetau       | 4:3     | 2:3     | 4:0     | 2:3     | 2:1     | 1:2     | 5:0     | Nomad Astaná       |

### Semifinales
| Fechas         | Equipo 1           | Serie | Equipo 2        | Juego 1 | Juego 2 | Juego 3 | Juego 4 | Juego 5 | Juego 6 | Juego 7 | Equipo clasificado |
| -------------- | ------------------ | ----- | --------------- | ------- | ------- | ------- | ------- | ------- | ------- | ------- | ------------------ |
| 10−20 de marzo | Saryarqa Karagandá | 1−4   | Nomad Astaná    | 2:4     | 4:3     | 2:7     | 2:5     | 4:5     | X       | X       | Nomad Astaná       |
| 11−21 de marzo | Humo Tashkent      | 4−1   | Beibarys Atyrau | 2:3     | 3:1     | 3:2     | 3:2     | 2:1     | X       | X       | Humo Tashkent      |

### Final
| Fechas      | Equipo 1      | Serie | Equipo 2     | Juego 1 | Juego 2 | Juego 3 | Juego 4 | Juego 5 | Juego 6 | Juego 7 | Campeón      |
| ----------- | ------------- | ----- | ------------ | ------- | ------- | ------- | ------- | ------- | ------- | ------- | ------------ |
| Por definir | Humo Tashkent | 1−3   | Nomad Astaná | 3:1     | 3:6     | 1:2     | 0:2     | 0:3     | X       | X       | Nomad Astaná |

|                                 |
| Bandera de Kazajistán           |
| Campeón Nomad Astaná 2.º título |